# Parasol spatial

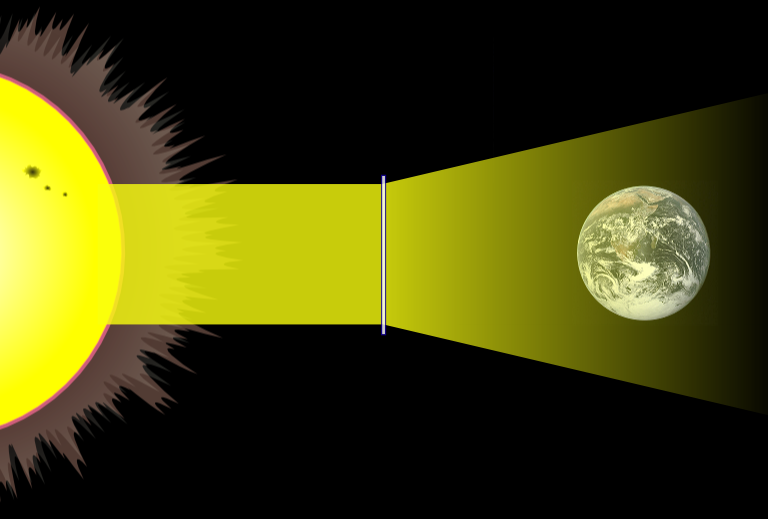
Illustration schématique d’une lentille spatiale visant à réduire le réchauffement climatique. Une lentille de Fresnel de 1 000 km de diamètre, d’une épaisseur de quelques millimètres, suffirait à dévier une partie du rayonnement solaire, bien que cette image simplifiée exagère ses proportions.

Un parasol spatial, également appelé bouclier solaire, est un dispositif théorique conçu pour détourner ou réduire une partie du rayonnement solaire avant qu’il n’atteigne la Terre, diminuant ainsi son insolation et, par conséquent, le réchauffement climatique. Ce concept repose sur diverses méthodes, telles que la réflexion, la diffraction ou la déviation de la lumière solaire. Proposé dès 1923 par le physicien Hermann Oberth, pionnier de l’astronautique, le parasol spatial visait initialement à concentrer ou détourner le rayonnement solaire pour des applications spécifiques, comme l’éclairage ciblé de régions terrestres ou la réduction contrôlée de l’ensoleillement,,,. Oberth imaginait des miroirs spatiaux en orbite, d’un diamètre de 100 à 300 km, capables de moduler la lumière solaire selon les besoins.
L’idée évolue en 1989 avec la proposition d’un grand disque occultant positionné entre la Terre et le Soleil, marquant une étape vers son utilisation comme outil d’ingénierie climatique. Aujourd’hui, le parasol spatial est envisagé comme une méthode de géo-ingénierie solaire pour mitiger le réchauffement climatique, notamment face à l’insuffisance potentielle des réductions négociées des émissions de dioxyde de carbone,. Il pourrait également servir à produire de l’énergie solaire spatiale via des centrales solaires orbitales.
Les conceptions varient entre un parasol monolithique et un système distribué composé de nombreux petits éléments. La plupart situent cet écran au point de Lagrange L1, à 1,5 million de kilomètres de la Terre, où il équilibrerait les forces gravitationnelles. Les propositions modernes privilégient des structures légères et transparentes, comme des "bulles spatiales" fabriquées dans l’espace, pour réduire les coûts de lancement,. Cependant, le coût estimé, atteignant des trillions de dollars, et l’absence de prototypes lancés suscitent des réserves. Les critiques soulignent également que sa mise en œuvre pourrait être trop lente pour prévenir des niveaux critiques de réchauffement.

## Conceptions proposées

### Nuage de petits engins spatiaux
Une proposition de parasol spatial consisterait en un nuage de 16 milliards de petits disques positionnés au point de Lagrange L1, situé à environ 1,5 million de kilomètres de la Terre, entre celle-ci et le Soleil. Chaque disque, d’un diamètre de 0,6 mètre et d’une épaisseur d’environ 5 micromètres, aurait une masse d’un gramme, portant la masse totale de l’ensemble à environ 20 millions de tonnes. Ce nuage, en bloquant ou déviant 2 % de la lumière solaire dans l’espace, pourrait suffire à enrayer le réchauffement climatique. Cependant, le déploiement d’un tel système poserait des défis logistiques majeurs : en lançant 100 tonnes de disques par jour en orbite terrestre basse, il faudrait environ 550 ans pour achever le projet.
Ces petits engins autonomes ne seraient pas conçus pour réfléchir la lumière solaire, mais pour agir comme des lentilles transparentes, déviant légèrement les rayons afin qu’ils n’atteignent pas la Terre. Cette approche réduit l’impact de la pression radiative solaire sur les disques, diminuant ainsi les efforts nécessaires pour les maintenir au point L1. Un prototype optique de ce concept a été développé par l’astronome Roger Angel avec le soutien du NIAC.
Malgré cette optimisation, la pression solaire résiduelle et l’instabilité du point L1 – un équilibre précaire perturbé par les effets gravitationnels de la Lune et le mouvement de la Terre – exigent que ces engins soient capables de manœuvrer pour rester en position. Une solution envisagée consiste à équiper les disques de miroirs rotatifs. En exploitant la pression radiative solaire comme une voile solaire, et en ajustant l’inclinaison des miroirs, les engins pourraient modifier leur vitesse et leur trajectoire pour maintenir leur emplacement. Ce nuage de parasols occuperait une surface estimée à 3,8 millions de kilomètres carrés au point L1.
Le déploiement d’un tel système nécessiterait des décennies, voire des siècles, pour atteindre une échelle suffisante, impliquant un délai considérable avant tout effet mesurable. Roger Angel, de l’Université d'Arizona, a présenté cette idée à l’Académie nationale des sciences des États-Unis en avril 2006, obtenant par la suite une subvention du NIAC en juillet de la même année. Le coût de construction d’un tel parasol spatial a été estimé à plus de 130 milliards de dollars sur 20 ans, avec une durée de vie prévue de 50 à 100 ans. Selon Angel, « le parasol n’est pas une alternative au développement des énergies renouvelables, seule solution durable. Un effort technologique et financier comparable pourrait y parvenir. Cependant, en cas de crise climatique soudaine nécessitant un refroidissement rapide, disposer de solutions d’ombrage prêtes serait précieux »,.
En 2021, des chercheurs de l’Institut des systèmes spatiaux de l’Université de Stuttgart ont proposé une feuille de route pour un bouclier solaire planétaire international (IPSS) au point L1, qui combinerait ombrage et production d’énergie photovoltaïque. Ce projet envisage la fabrication des composants sur la Lune, leur lancement via une catapulte électromagnétique lunaire, et leur transport vers L1 par des vaisseaux à propulsion électrique ou à voile solaire. Les auteurs estiment qu’un tel système pourrait être opérationnel d’ici 2060, s’appuyant sur une coopération internationale.

### Solutions légères et «bulles spatiales»
En 2022, Olivia Borgue et Andreas M. Hein ont proposé un parasol spatial distribué d’une masse totale estimée à 100 000 tonnes, constitué de films polymériques ultra-minces renforcés par des nanotubes de SiO2 (dioxyde de silicium). Ce concept, beaucoup plus léger que les propositions antérieures, nécessiterait néanmoins environ 399 lancements annuels d’un véhicule comme le Starship sur une période de 10 ans pour transporter les matériaux en orbite.
Une autre idée, développée en 2022 par le MIT Senseable City Lab sous la direction de Carlo Ratti, repose sur des « bulles spatiales » – des structures en film mince fabriquées directement dans l’espace – afin de contourner les contraintes liées au lancement de masses importantes depuis la Terre. Selon les chercheurs, dévier 1,8 % du rayonnement solaire suffirait à inverser le réchauffement climatique. Ces bulles gonflables, dont l’ensemble couvrirait une surface équivalente à celle du Brésil, seraient équipées d’un système de contrôle pour ajuster leur distance au Soleil et optimiser leur efficacité. La coque des bulles, composée de silicium, a été testée dans des conditions simulant l’espace (0,0028 atm et -50 °C). Pour leur gonflement, des matériaux à faible pression de vapeur, comme un alliage de silicium ou un liquide ionique renforcé au graphène, sont envisagés.
Dans une approche combinée, Borgue et Hein, également affiliés au MIT Senseable City Lab, ont suggéré en juillet 2022 d’intégrer des nanotubes de dioxyde de silicium dans des films polymériques ultra-minces, qualifiés de « bulles spatiales » par les médias. Grâce à leur nature semi-transparente, ces structures résisteraient mieux à la pression du vent solaire au point L1 tout en limitant la masse totale à environ 100 000 tonnes. Leur production dans l’espace réduirait les besoins de lancement, bien que 399 à 899 vols annuels du Starship sur 10 ans resteraient nécessaires. Les auteurs estiment que la recherche sur la fabrication et la maintenance de ces bulles prendrait 10 à 15 ans supplémentaires, permettant un déploiement significatif d’ici 2050 pour contenir la hausse des températures sous le seuil de 2 °C,,.
En 2023, trois astronomes – Benjamin C. Bromley, Sameer H. Khan et Scott J. Kenyon – ont exploré une alternative basée sur l’utilisation de poussière lunaire. Ils proposent d’établir une colonie lunaire pour extraire et éjecter en continu environ 10 millions de tonnes de poussière par an dans l’espace, sur une trajectoire interceptant la lumière solaire dirigée vers la Terre. Cette poussière, dispersée en quelques jours, requerrait des éjections quasi constantes. Les auteurs reconnaissent toutefois leurs limites en climatologie et en ingénierie spatiale, soulignant que la faisabilité logistique reste incertaine.

### Une lentille de Fresnel
Plusieurs chercheurs ont envisagé de disperser la lumière solaire avant qu’elle n’atteigne la Terre en plaçant une lentille géante au point de Lagrange L1, situé entre la Terre et le Soleil. Cette idée a été proposée dès 1989 par J. T. Early, qui imaginait un grand occulteur en verre de 2 000 km de diamètre, fabriqué à partir de matériaux extraits de la Lune et positionné au point L1. Ce concept est également mentionné dans une note de bas de page par Edward Teller, Roderick Hyde et Lowell Wood, qui exploraient des solutions de modulation physique du climat. Cependant, cette proposition se heurte à des défis majeurs : la quantité colossale de matériaux nécessaires à la fabrication du disque et l’énergie requise pour son lancement en orbite.
En 2004, le physicien et écrivain de science-fiction Gregory Benford a affiné ce concept en suggérant une lentille de Fresnel concave et rotative, d’un diamètre de 1 000 km mais d’une épaisseur de seulement quelques millimètres. Positionnée au point L1, cette lentille réduirait l’énergie solaire atteignant la Terre de 0,5 % à 1 %, un niveau suffisant pour atténuer le réchauffement climatique. La rotation de la lentille permettrait de stabiliser sa position face aux forces radiatives solaires.
Le coût d’un tel projet a suscité des discussions. Lors d’une convention de science-fiction en 2004, Benford a estimé un coût initial d’environ 10 milliards de dollars américains, avec des frais d’entretien supplémentaires de 10 milliards de dollars sur la durée de vie de la lentille.

### Réseau de diffraction
Une approche voisine propose de déployer un vaste réseau de diffraction, constitué d’une maille de fils fins, dans l’espace, potentiellement au point de Lagrange L1 entre la Terre et le Soleil. En 1997, Edward Teller, Lowell Wood et Roderick Hyde ont suggéré une grille de diffraction d’une masse de 3 000 tonnes pour dévier une partie du rayonnement solaire et atténuer le réchauffement climatique,voir notamment les pages 10–14. Cependant, en 2002, ces mêmes auteurs ont réévalué cette idée, estimant qu’il serait plus efficace de bloquer le rayonnement solaire dans la stratosphère plutôt qu’en orbite, compte tenu des limites des technologies de lancement spatial de l’époque.
Des recherches plus récentes, menées par Alec Feinberg en 2022, montrent que la taille des structures de diffraction pourrait être réduite en tenant compte de la réponse climatique de fond. En intégrant des facteurs tels que la diminution des réémissions et des rétroactions climatiques, Feinberg estime qu’un disque pourrait être environ 3,5 fois plus petit que prévu initialement. De plus, dans une étude publiée en février 2024, Feinberg propose une approche de géo-ingénierie solaire annuelle qui permettrait de réduire la taille des disques jusqu’à 50 fois, en ciblant spécifiquement les augmentations annuelles de température plutôt qu’un effet global constant. Cette optimisation rendrait le concept plus réalisable sur le plan technique et économique.